# 쇼클라드볼

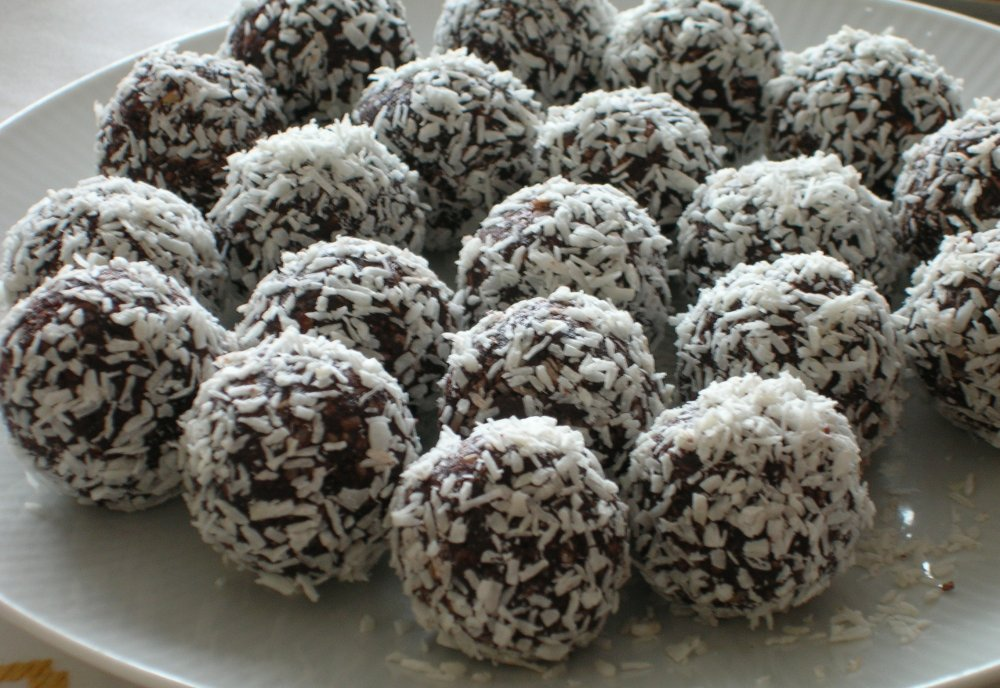
쇼클라드볼

쇼클라드볼(스웨덴어: chokladboll)은 초콜릿을 넣어 동그랗게 만든 스웨덴의 디저트이다.

## 같이 보기
- 브리가데이루
- 트뤼프 앙 쇼콜라